# 凱薩琳·奧斯汀·費茲
凱薩琳·奧斯汀·費茲（英語：Catherine Austin Fitts，1950年12月24日—）是美國企業家、政治人物，畢業於宾夕法尼亚大学，曾擔任美国住房及城市发展部的住房助理部长，Dillon, Read & Co有限公司董事總經理，漢密爾頓證券集團有限公司（Hamilton Securities Group, Inc.）總裁。現為Solari, Inc.的總裁和《The Solari Report》的發行人。
費茲認為「美國政府已經完全打破了國內財政控制......美國政府財政上有逾4萬億美元的資金去了哪裡沒有記錄在案，且並未按照法律要求的發布審計財政聲明」。

## 外部連結
- 官方网站
- 凱薩琳·奧斯汀·費茲的X（前Twitter）